# Holstebro Tours
Holstebro Tours er et dansk etapeløb i landevejscykling, der blev kørt for første gang i 2025 i og omkring Holstebro. Holstebro Cykle Club af 1960 er løbets arrangør.

## Vindere

### Elite herrer (A)
| År   | Vinder                | Toer                | Treer           |
| ---- | --------------------- | ------------------- | --------------- |
| 2025 | Tobias Aagaard Hansen | Thor Vangsø Nielsen | Conrad Haugsted |

### Elite damer (A)
| År   | Vinder         | Toer           | Treer                    |
| ---- | -------------- | -------------- | ------------------------ |
| 2025 | Trine Andersen | Magdalene Lind | Julie Marckmann Sørensen |

### Junior herrer
| År   | Vinder          | Toer         | Treer           |
| ---- | --------------- | ------------ | --------------- |
| 2025 | Lucca Bennetzen | Johan Eltoft | Malthe Risbjerg |

### Junior damer
| År   | Vinder          | Toer                | Treer                      |
| ---- | --------------- | ------------------- | -------------------------- |
| 2025 | Mathilde Cramer | Sarah Møller Madsen | Aia Marie Wathne Rasmussen |